# 피아노 협주곡 1번 (브람스)
피아노 협주곡 1번 D단조 작품 15번은 1858년 요하네스 브람스가 완성한 피아노와 오케스트라를 위한 작품이다.

이 협주곡은 전통적인 3악장으로 작곡되었으며 길이는 약 40~50분이다.
1. Maestoso (D minor) (c. 20 minutes)
제1악장은 소나타 형식으로, 20분에서 25분 정도 지속될 정도로 규모가 크다. 비록 카덴차가 없었음에도 불구하고, 고전 시대에 사용된 형식에 대한 엄격한 집착으로 브람스는 음악적으로 "보수적"이라는 평판을 얻었지만, 그의 혁신적인 화음과 화음 진행은 그리 많지 않았다. 이 주제는 아르페지오 화음과 트릴을 많이 사용한다.
2. Adagio (D major) (c. 13 minutes)
2악장은 느린 악장이다.
3. Rondo: Allegro non troppo (D minor → D major) (c. 11 minutes)
론도 피날레의 구조는 베토벤 피아노 협주곡 3번의 론도와 비슷하다. 이 론도에는 세 가지 주제가 있는데, 두 번째 테마는 첫 번째 테마의 강한 변형으로 간주될 수 있다. 세 번째 주제는 에피소드에서 소개되지만 솔리스트에 의해 명시적으로 발전되지는 않는다. 카덴차는 론도의 대부분을 따르며, 첫 번째와 세 번째 테마를 발전시키는 광범위한 코다(coda)가 뒤에 나타난다. 코다는 D장조이다.

브람스는 또한 두 대의 피아노를 위해 편곡했는데, 이는 본질적으로 오케스트라 이전의 원곡이었다. 1853년 로베르트 슈만은 클라라를 위해 그랜드 피아노를 사주었고, 그래서 그 가족은 두 개를 갖게 되었다. 1856년 9월 브람스는 클라라에게 피아노 협주곡 1악장을 2곡의 피아노 악보로 보냈다. 그녀는 1856년 10월 1일 일기에 브람스가 피아노 협주곡을 위한 훌륭한 1악장을 작곡했다고 썼다. 그리고 10월 18일, "요하네스는 그의 협주곡을 완성했다 - 우리는 두 대의 피아노로 여러 번 연주했다."